# Acordo de Djibouti de 2008
O Acordo de Djibouti de 2008 foi o resultado de uma série de negociações visando encerrar os conflitos armados na Somália. Um acordo de paz provisório foi rubricado pelo governo somali e por uma facção da oposição em 9 de junho de 2008 em negociações lideradas pelas Nações Unidas no Djibouti. Posteriormente, ambas as partes o assinariam formalmente em 19 de agosto.
Entre 31 de maio e 9 de junho de 2008, representantes do Governo Federal de Transição da Somália e da Aliança para a Relibertação da Somália (ARS) participaram de uma conferência de paz em Djibuti mediada pelo Enviado Especial das Nações Unidas para a Somália, Ahmedou Ould-Abdallah. A conferência terminou com o anúncio em 9 de junho de 2008 de que seria assinado um acordo de paz de onze pontos abrindo caminho para "a cessação de todos os confrontos armados" na Somália.
O acordo de paz exigia um cessar-fogo de 90 dias e estabeleceu um cronograma de retirada para as tropas etíopes que protegiam o Governo Federal de Transição. Conforme o acordo, os dois lados concordaram em encerrar "todos os atos de confronto armado" e "solicitar às Nações Unidas... que autorizem e implantem uma força internacional de estabilização de países amigos da Somália", excluindo os países vizinhos. O pacto de paz também previa a retirada das tropas etíopes presentes na Somália dentro de um período de 120 dias após a assinatura deste acordo.
O Presidente da Comissão da União Africana (UA), Jean Ping, saudou o acordo de paz assinado em Djibuti declarando em um comunicado que a sua assinatura "marca um passo muito significativo nos esforços que estão sendo feitos para a promoção da paz duradoura e da reconciliação na Somália". Entretanto, o porta-voz do grupo radical Al-Shabaab, Mukhtar Robow Abu Mansur, rejeitou o acordo afirmando que “a Jihad vai continuar".